# Ils sont fous, ces Romains !
« Ils sont fous, ces Romains ! » est une phrase récurrente de la série de bandes dessinées Astérix. Elle est souvent prononcée par Obélix, personnage qui incarne le bon sens naïf.
Cette phrase montre l'incompréhension d'Obélix — et par extension, du Français moyen — face aux us et coutumes des étrangers. Elle a connu de nombreuses variantes : Obélix ne considère pas seulement que les Romains sont fous, mais aussi de nombreux peuples qu'il rencontre au cours de ses aventures : Goths, Égyptiens, Bretons… et même les Lutéciens — reprenant l'incompréhension entre le Français de province et le Parisien de la fin du XXe siècle.

## Grammaire
La phrase Ils sont fous, ces Romains ! est employée par de nombreux ouvrages de grammaire comme exemple d'utilisation de la virgule, de dislocation emphatique de phrase. La construction grammaticale de cette phrase avec dislocation et renvoi du sujet à la fin permet d'en renforcer la force exclamative, à comparer avec « Ces Romains sont fous », moins puissant.

## Langues étrangères
Dans les éditions italiennes, la phrase est traduite littéralement « Sono pazzi questi Romani », les initiales SPQR reprenant celles de la formule Senatus Populusque Romanus qui était inscrite sur tous les monuments de la ville de Rome.
Dans les éditions anglaises, la phrase est traduite par « These Romans are crazy » ; espagnoles, par « Están locos estos romanos » ; suédoises, par « Dom är tokiga, dom där romarna », néerlandaise, par « Rare jongens, die Romeinen » et polonaises, « Ale głupi ci Rzymianie ». 
Et en latin : « Alienati hi romani sunt »...

### Source
- Bertrand Lançon, Les Romains, Paris, Le Cavalier Bleu, coll. « Idées reçues », 2005, 127 p. (ISBN 2-84670-112-1, lire en ligne), p. 23-26